# Minamiise, Mie
Minamiise (南伊勢町 Minamiise-chō) là thị trấn thuộc huyện Watarai, tỉnh Mie, Nhật Bản. Tính đến ngày 1 tháng 10 năm 2020, dân số ước tính thị trấn là 10.989 người và mật độ dân số là 45 người/km2. Tổng diện tích thị trấn là 241,9 km2.

## Địa lý

### Đô thị lân cận
- Mie
  - Ise
  - Shima
  - Watarai
  - Taiki

### Khí hậu
| Dữ liệu khí hậu của Minamiise, Mie       | Dữ liệu khí hậu của Minamiise, Mie | Dữ liệu khí hậu của Minamiise, Mie | Dữ liệu khí hậu của Minamiise, Mie | Dữ liệu khí hậu của Minamiise, Mie | Dữ liệu khí hậu của Minamiise, Mie | Dữ liệu khí hậu của Minamiise, Mie | Dữ liệu khí hậu của Minamiise, Mie | Dữ liệu khí hậu của Minamiise, Mie | Dữ liệu khí hậu của Minamiise, Mie | Dữ liệu khí hậu của Minamiise, Mie | Dữ liệu khí hậu của Minamiise, Mie | Dữ liệu khí hậu của Minamiise, Mie | Dữ liệu khí hậu của Minamiise, Mie |
| Tháng                                    | 1                                  | 2                                  | 3                                  | 4                                  | 5                                  | 6                                  | 7                                  | 8                                  | 9                                  | 10                                 | 11                                 | 12                                 | Năm                                |
| ---------------------------------------- | ---------------------------------- | ---------------------------------- | ---------------------------------- | ---------------------------------- | ---------------------------------- | ---------------------------------- | ---------------------------------- | ---------------------------------- | ---------------------------------- | ---------------------------------- | ---------------------------------- | ---------------------------------- | ---------------------------------- |
| Cao kỉ lục °C (°F)                       | 19.3 (66.7)                        | 21.2 (70.2)                        | 24.5 (76.1)                        | 27.4 (81.3)                        | 30.9 (87.6)                        | 34.8 (94.6)                        | 37.8 (100.0)                       | 38.2 (100.8)                       | 35.3 (95.5)                        | 31.8 (89.2)                        | 25.3 (77.5)                        | 24.4 (75.9)                        | 38.2 (100.8)                       |
| Trung bình ngày tối đa °C (°F)           | 10.2 (50.4)                        | 11.1 (52.0)                        | 14.3 (57.7)                        | 19.1 (66.4)                        | 23.0 (73.4)                        | 25.7 (78.3)                        | 29.4 (84.9)                        | 30.8 (87.4)                        | 27.9 (82.2)                        | 23.0 (73.4)                        | 17.8 (64.0)                        | 12.8 (55.0)                        | 20.4 (68.8)                        |
| Trung bình ngày °C (°F)                  | 5.9 (42.6)                         | 6.4 (43.5)                         | 9.4 (48.9)                         | 14.0 (57.2)                        | 18.2 (64.8)                        | 21.6 (70.9)                        | 25.5 (77.9)                        | 26.7 (80.1)                        | 23.7 (74.7)                        | 18.6 (65.5)                        | 13.2 (55.8)                        | 8.2 (46.8)                         | 15.9 (60.7)                        |
| Tối thiểu trung bình ngày °C (°F)        | 1.6 (34.9)                         | 1.8 (35.2)                         | 4.5 (40.1)                         | 8.9 (48.0)                         | 13.5 (56.3)                        | 18.0 (64.4)                        | 22.3 (72.1)                        | 23.3 (73.9)                        | 20.3 (68.5)                        | 14.8 (58.6)                        | 8.7 (47.7)                         | 3.5 (38.3)                         | 11.8 (53.2)                        |
| Thấp kỉ lục °C (°F)                      | −5.8 (21.6)                        | −4.9 (23.2)                        | −3.8 (25.2)                        | −1.2 (29.8)                        | 4.6 (40.3)                         | 10.3 (50.5)                        | 14.9 (58.8)                        | 15.5 (59.9)                        | 11.6 (52.9)                        | 5.3 (41.5)                         | −0.3 (31.5)                        | −3.5 (25.7)                        | −5.8 (21.6)                        |
| Lượng Giáng thủy trung bình mm (inches)  | 76.7 (3.02)                        | 86.7 (3.41)                        | 160.7 (6.33)                       | 193.3 (7.61)                       | 222.9 (8.78)                       | 256.6 (10.10)                      | 228.7 (9.00)                       | 185.8 (7.31)                       | 379.1 (14.93)                      | 286.0 (11.26)                      | 121.8 (4.80)                       | 75.2 (2.96)                        | 2.273,5 (89.51)                    |
| Số ngày giáng thủy trung bình (≥ 1.0 mm) | 5.3                                | 6.3                                | 9.6                                | 9.6                                | 10.9                               | 13.3                               | 11.9                               | 10.0                               | 12.5                               | 11.0                               | 7.1                                | 5.7                                | 113.2                              |
| Số giờ nắng trung bình tháng             | 181.6                              | 172.5                              | 189.5                              | 194.2                              | 193.0                              | 137.6                              | 169.1                              | 203.3                              | 147.0                              | 157.4                              | 163.2                              | 185.6                              | 2.094,2                            |
| Nguồn: Cục Khí tượng Nhật Bản            |                                    |                                    |                                    |                                    |                                    |                                    |                                    |                                    |                                    |                                    |                                    |                                    |                                    |